# Національний музей Боснії і Герцеговини
Національний музей Боснії і Герцеговини (босн. Zemaljski muzej Bosne i Hercegovine) — державний музей історії та культури Боснії і Герцеговини, розташований у столиці країни місті Сараєво.
Музей є найстарішою музейною установою в Боснії і Герцеговині, заснованою 1 лютого 1888 року під час австро-угорського панування. Спочатку він розміщувався в непристосованих приміщеннях, але 1909 року був створений ескіз музею, передбачалося будівництво музею в центральній частині Сараєво, на нинішній площі Боснії і Герцеговини. Чеський архітектор Карел Паржик спроектував будівлю музею, яка складається з чотирьох окремих павільйонів, пов'язаних між собою терасами, з внутрішнім атріумом, у якому знаходиться ботанічний сад. Музей був побудований в стилі неоренесансу з елементами модерну. Цікаво, що це єдиний спеціально побудований музейний будинок у Південно-Східній Європі.
Національний музей зумів зібрати значну частину культурної та національної спадщини країни і всіх її народів. Експонати розділені за відділами (археологія, етнологія та природничі науки) на кілька колекцій (фольклор, нумізматика, природознавство, античність тощо), а найзначущим експонатом музею є знаменита Сараєвська Агада, традиційний єврейський ілюмінований рукопис, принесений сефардами в Сараєво, коли в Іспанії почалися релігійні переслідування.
Музей сильно постраждав під час недавніх війн в Боснії і Герцеговині з 1992 по 1995 рік, і тодішній директор, доктор Ризо Сіяріч, був убитий під час обстрілу музею в грудні 1993 року.
Через неповне і несвоєчасное фінансування 4 жовтня 2012 року музей був закритий для публіки. Однак співробітники продовжували піклуватися про музейні експонати і колекції. Музей знову відкрився 15 вересня 2015 року.

## Ботанічний сад
Ботанічний сад розташований в центральній частині комплексу. Це єдина пам'ятка такого роду в Сараєво. Сад був заснований 1913 року видатним ботаніком Карло Малим. Його площа 14 270 м², тут росте більш ніж 3 000 видів рослин. У колекціях саду є ендемічні види та флористичні раритети. Тут можна побачити безліч екзотичних порід дерев, таких як японська вишня (Prunus serrulata), секвоядендрон (Sequoiadendron giganteum), гінкго дволопатеве (Ginkgo biloba) та інші. 
Особливою пам'яткою є фонтан у центральній частині саду, оточений пишною рослинністю, який сприяє тому, що сад створює враження романтичного квіткового парку. Сад має дуже цінний гербарій. Авторами цих цінних колекцій є Отто Блау, Отто Моеллендорф, Флоріан Хофманн, Еріх Брандіс, Франьо Фіала, Гюнтер Бек фон Маннагетта і Карло Малий, а також Живко Славніч і Чедоміл Шилич.

## Галерея

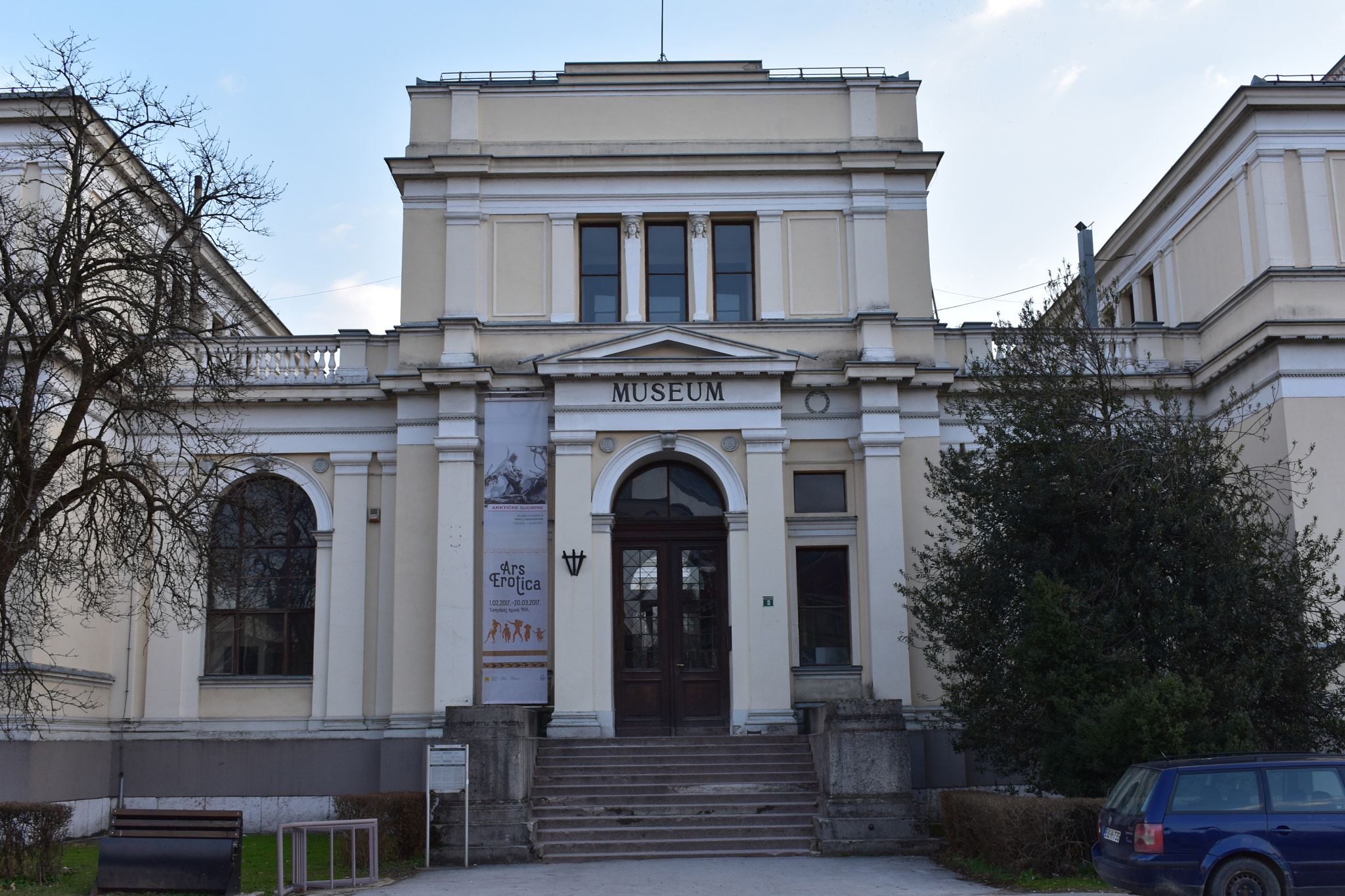
Вхід до музею
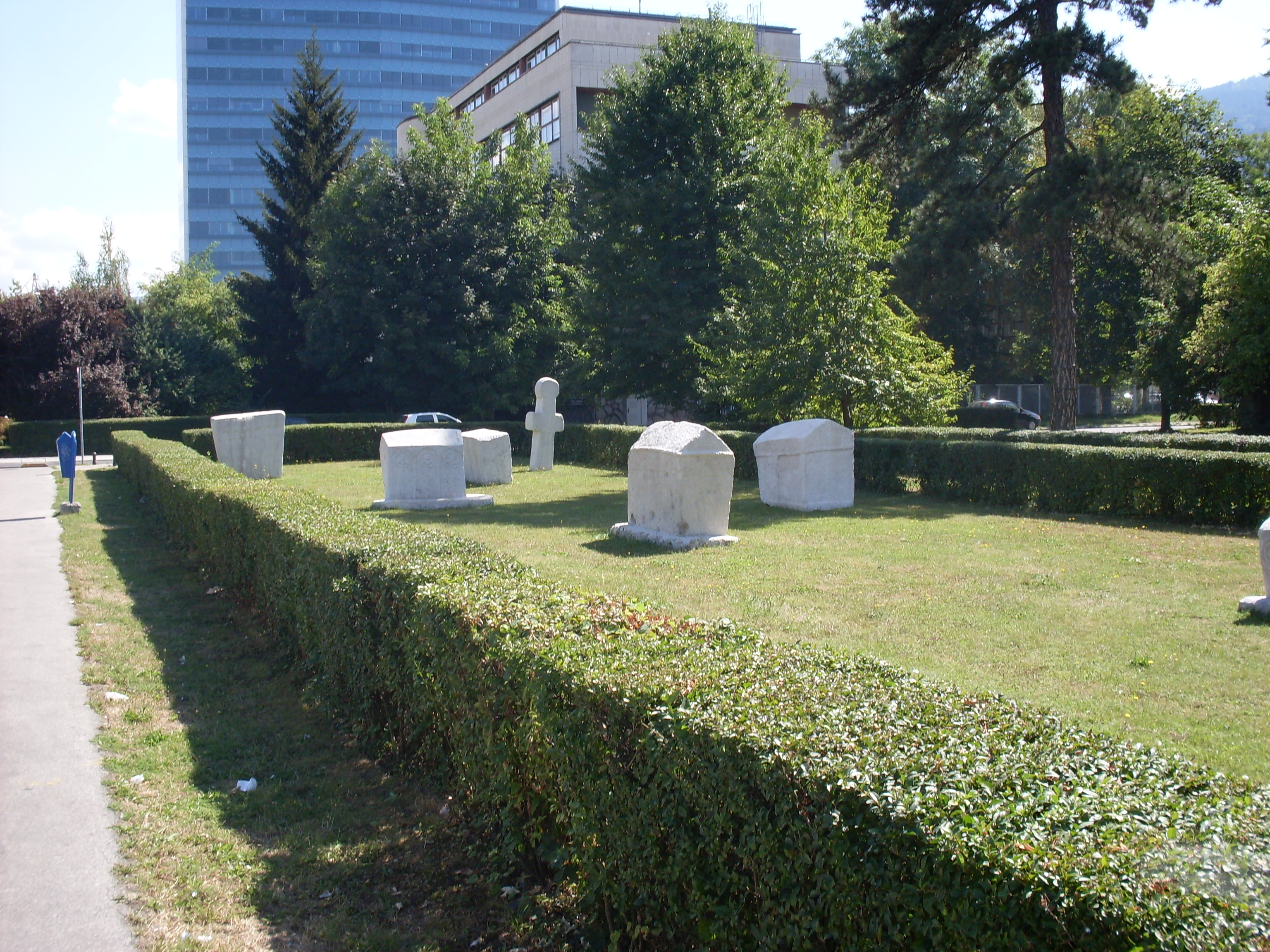
Стечки біля музею
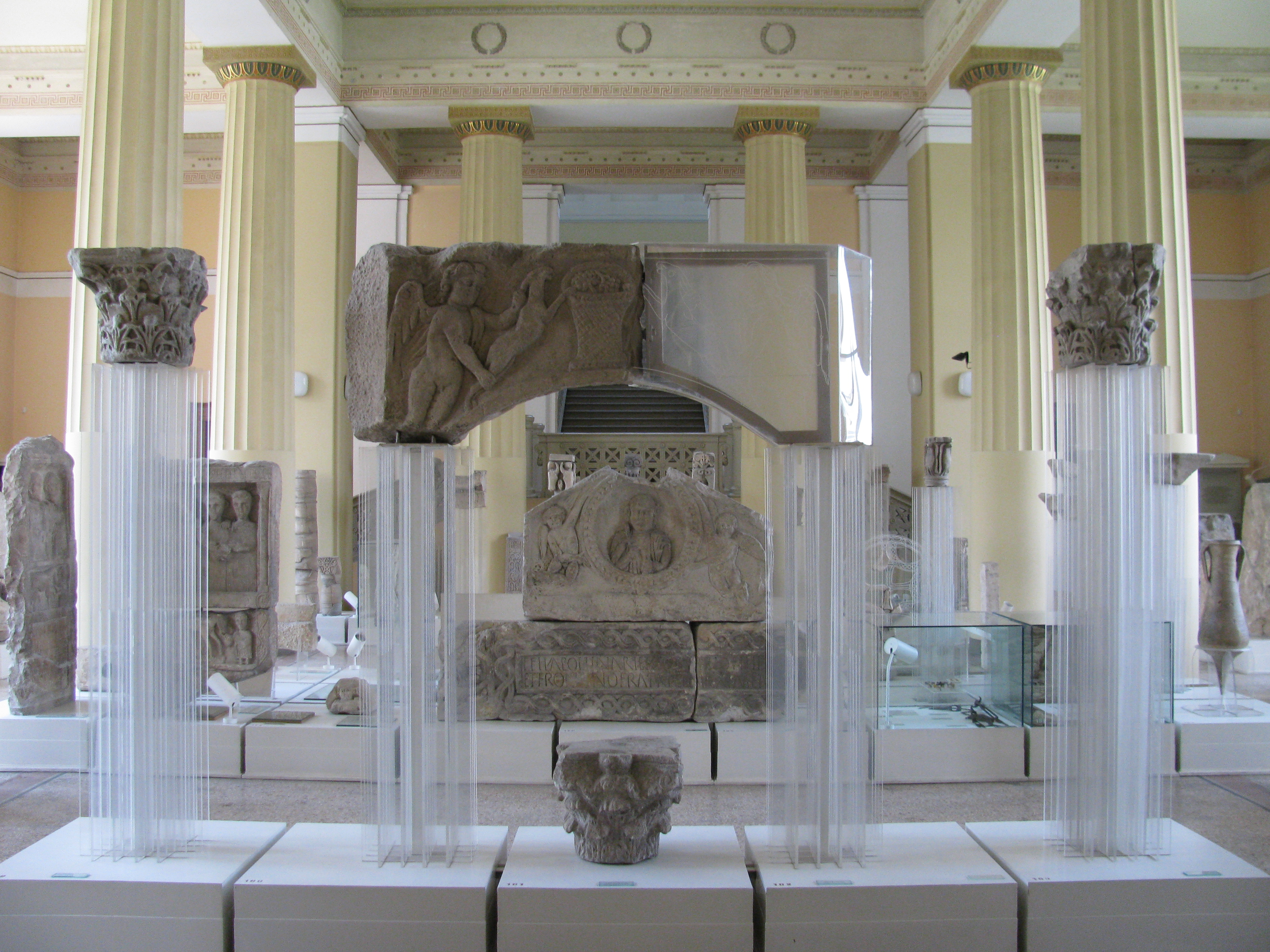
Інтер'єр музею
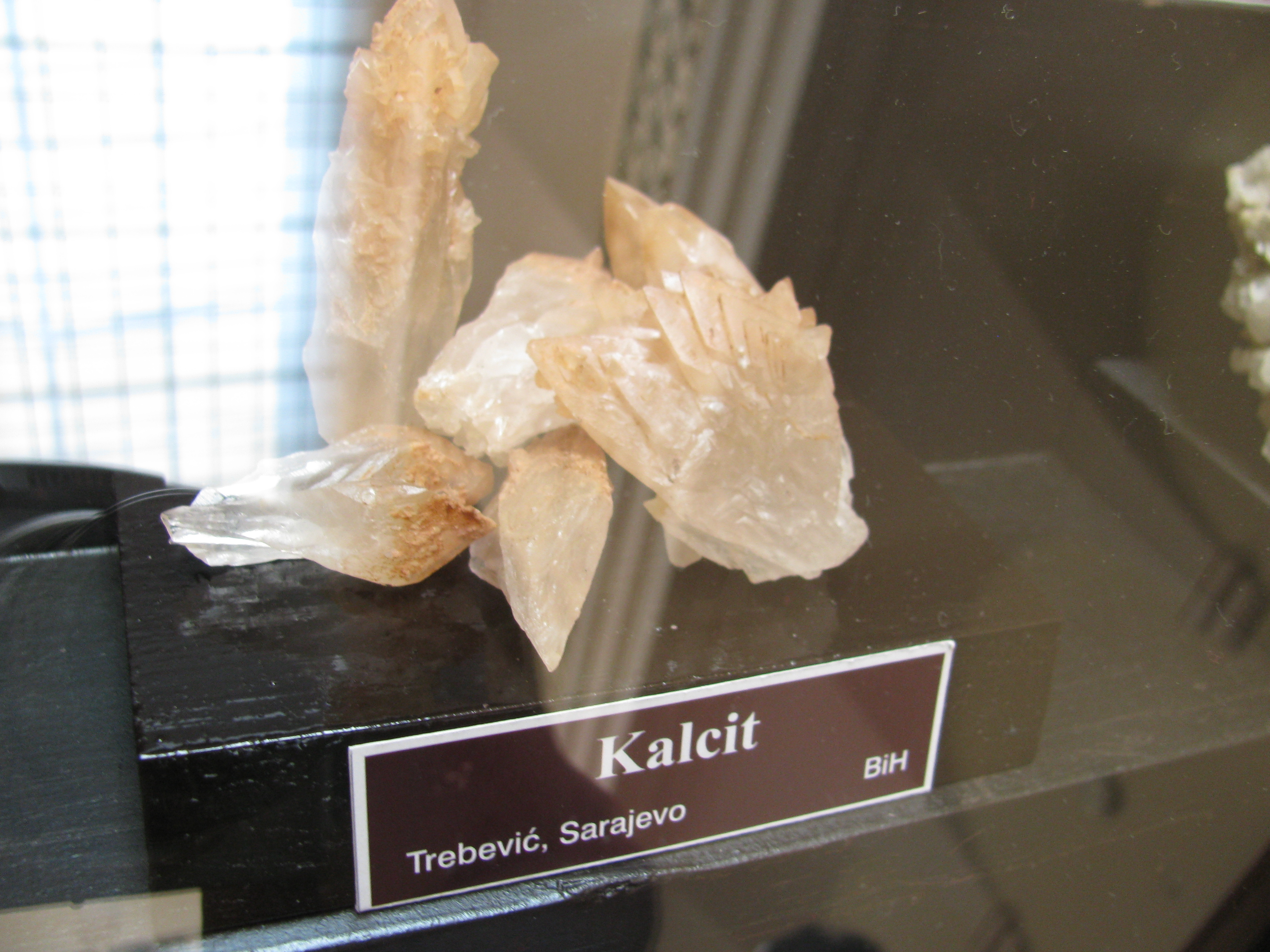
Кальцит з Требевичу
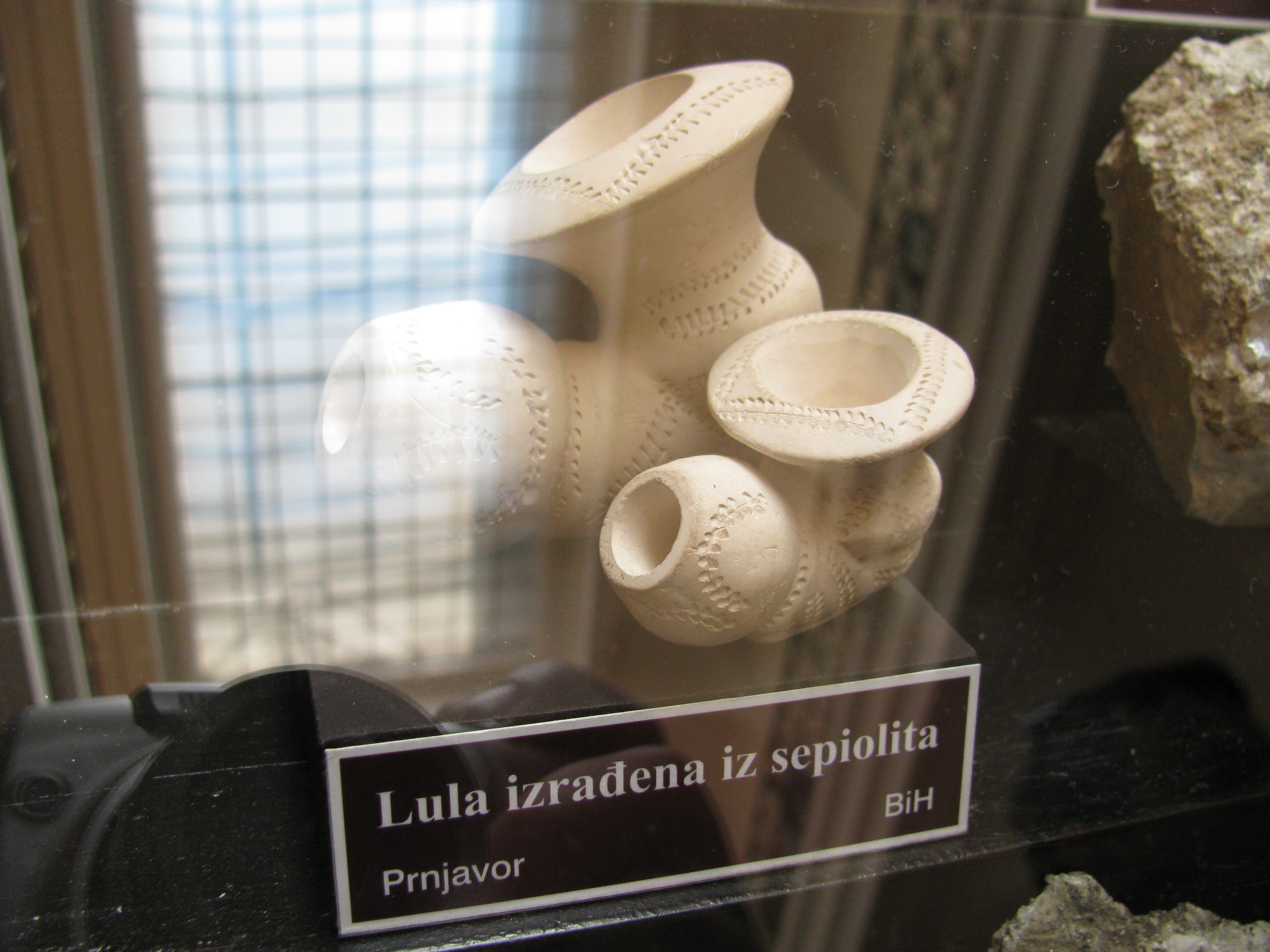
Люлька, яка виготовлена з прняворського сепіоліту
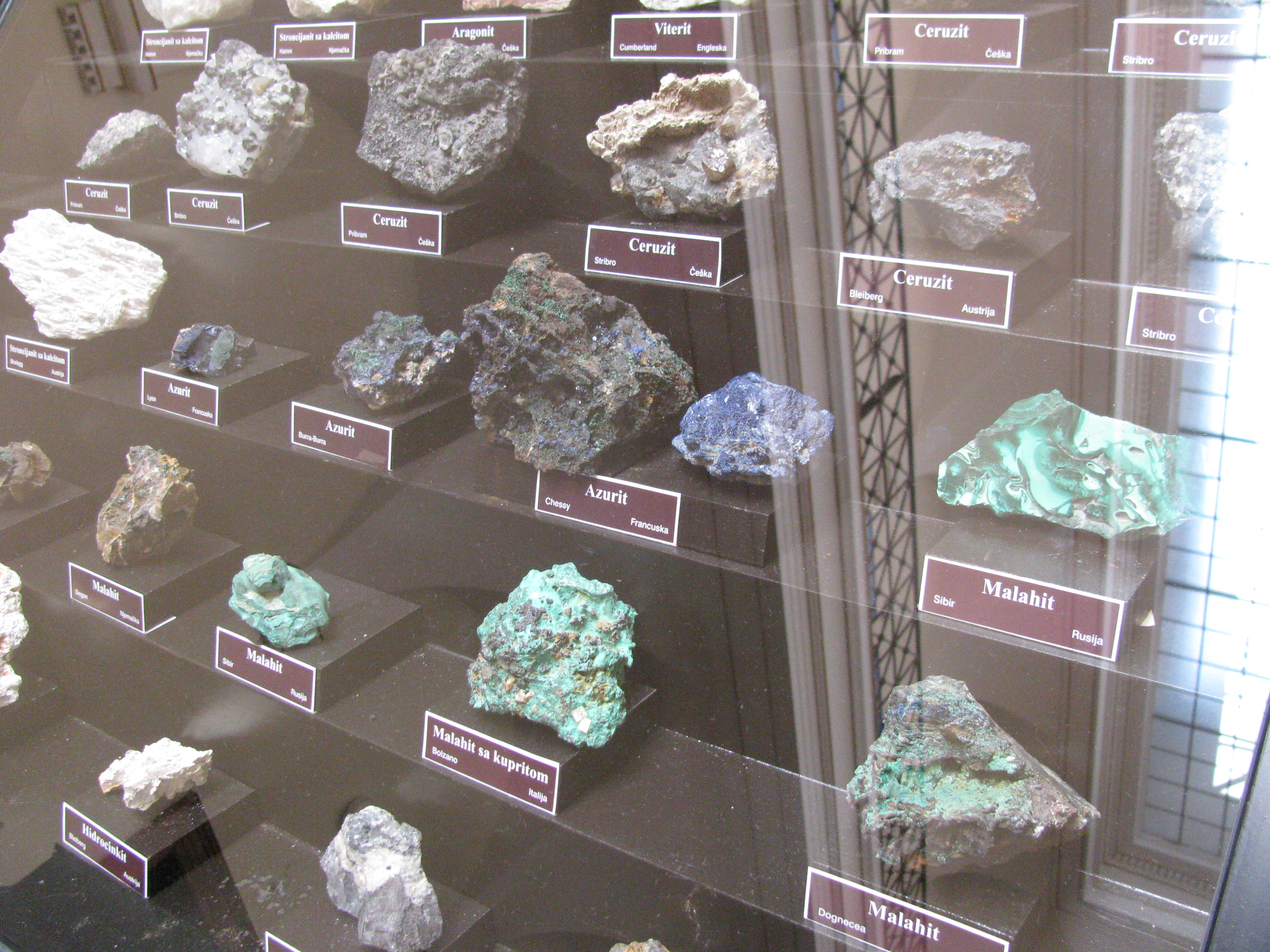
Мінерали
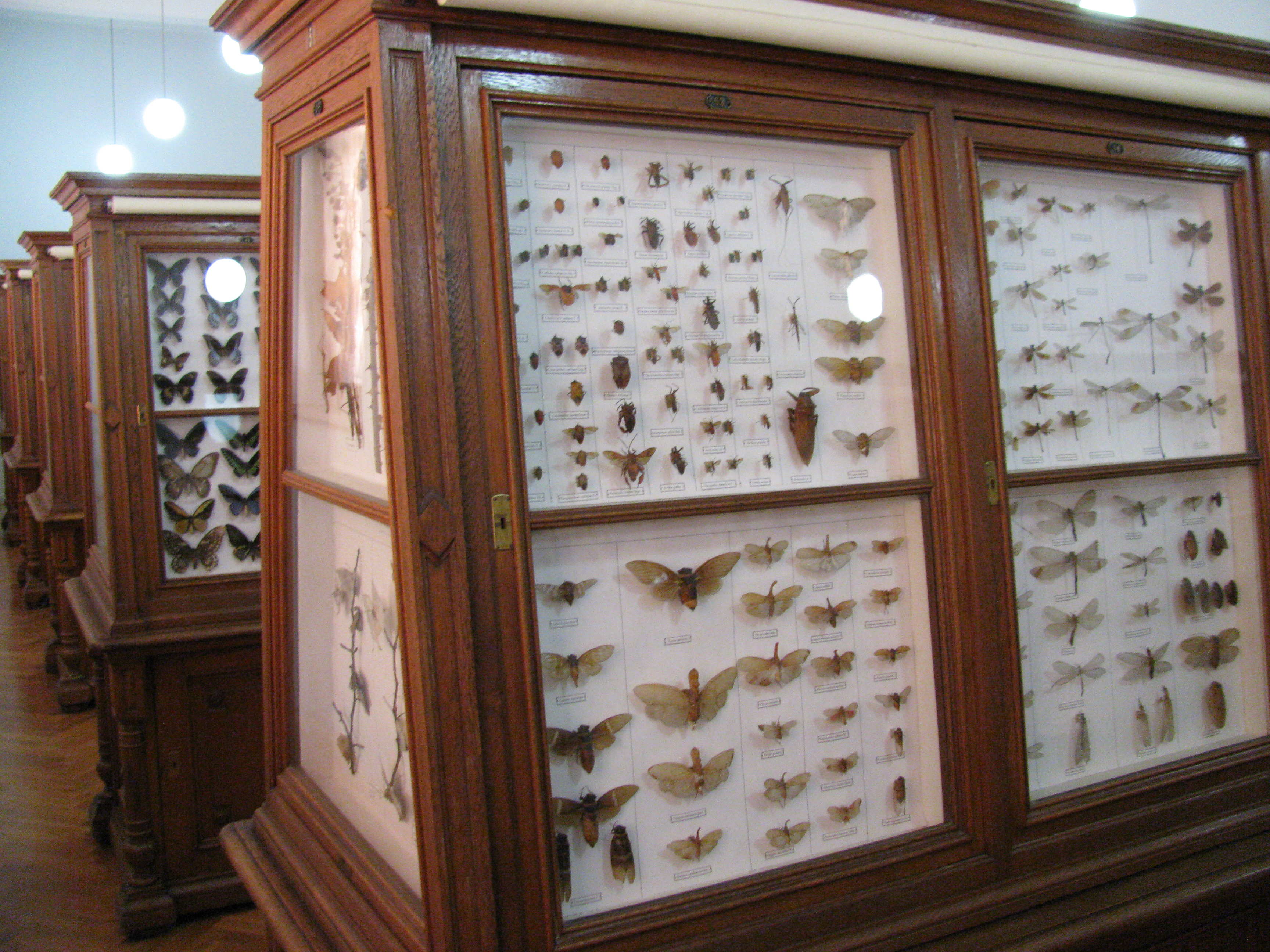
Вітрина з метеликами
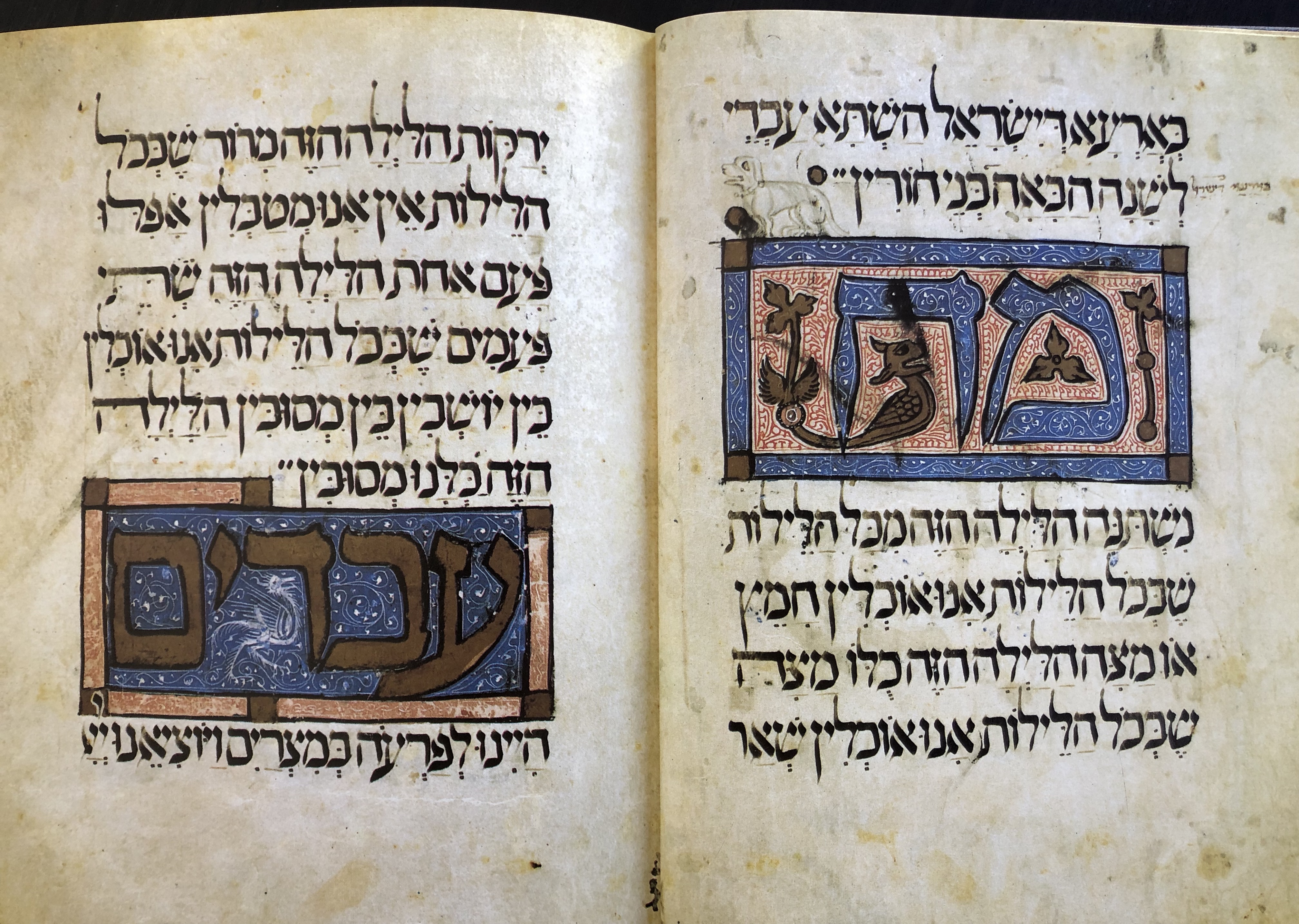
Сараєвська Агада